# GPS годинник

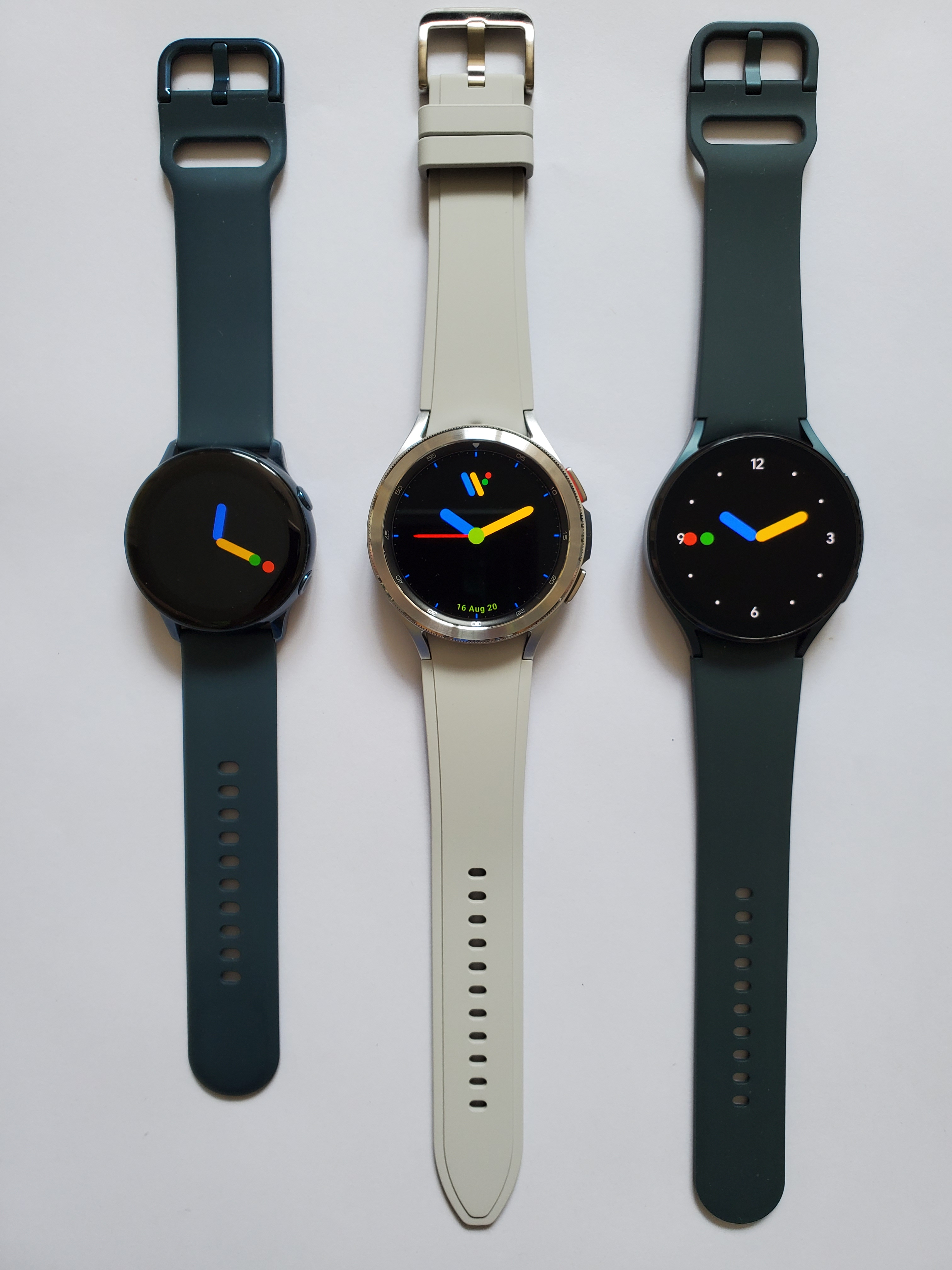
Приклад смарт-годинника - серія Samsung Galaxy Watch

GPS-годинник – це пристрій із вбудованим GPS-приймачем, який носять як одне ціле на зап’ясті, як браслет. Годинник може мати інші функції та можливості залежно від цільового призначення та бути розумним годинником. GPS -годинники найчастіше використовуються для занять спортом і фітнесу. Багато з них можуть підключатися до зовнішніх датчиків за допомогою бездротового протоколу ANT+ та/або до комп’ютера за допомогою USB для передачі даних і конфігурації. Зазвичай використовуються датчики серцевого ритму та лаптопи (датчик каденції бігу та швидкості). Ножок можна використовувати для доповнення або заміни даних GPS, наприклад для визначення швидкості бігової доріжки та відстані, які годинник реєструє та надсилає. Підзарядка через USB - звичайна справа.

## Додаткові функції
- Дисплей (підсвічений або пасивний)
- Відображення часу
- Відображення швидкості/темпу
- Відображення карти
- Маршрути
- Відстеження маршруту
- Сумісність з монітором серцевого ритму
- Сумісність із датчиками частоти педалей і швидкості (крокометр).
- Сумісність із датчиком частоти обертання велосипеда
- Сумісність із вимірювачем потужності для велоспорту
- Сумісність ваг
- Сумісність із спортивними переходами (такими як триатлон)
- Програми тренувань (наприклад, інтервали)
- Підключення до комп’ютера для реєстрації, картографування та обміну даними
- Нагадування про зволоження/харчування
- Будильник нагадування для чергування бігу та ходьби
- Акселерометр для відстеження плавання в приміщенні
- Сенсорний екран
- Більший додатковий акумулятор для більш тривалих подій (марафон тощо.)

## Призначення
GPS годинник – це зазвичай спортивний годинник (пристрій, який використовується для занять спортом і фізичних вправ загалом, а не лише для функціональності GPS). Він може бути розроблений для певного виду спорту чи іншої мети, або надавати режими та функції для кількох.
Приклади загальних цілей:
- Реєстрація даних
- Навігація
- Фітнес-тренування (Багато годинників можна використовувати для багатьох видів спорту, таких як біг, ходьба, піший туризм, їзда на велосипеді або плавання)
- Спеціальна спортивна допомога (наприклад, гольф)
- Пошук дітей і дорослих з інтелектуальними вадами, які знаходяться в групі ризику бродяжництва або втечі.